# Peter Ofori-Quaye
Peter Ofori-Quaye (21. ožujka, 1980., Accra, Gana) bivši je ganski nogometaš. Bio je najmlađi strijelac Lige prvaka u povjesti.

## Mladi dani
Peter je svoju nogometnu karijeru započeo u južnoafričkom klubu Ajax CT-u kao desetogodišnjak. Proveo je tamo 5 sezona i u 72 nastupa postigao 59 golova.

## Grčka
Nakon dobro odigranih partija u Južnoj Africi, Petera su zapazili Grčki klubovi. Kao 15 godišnjak preselio se u Grčku i počeo igrati Kalmati FC. Stavros Papadopulos je bio poznat po dovođenju talentiranih ganskih igrača u Grčku, pa se tako ispostavilo s Peterom.
Sa 17 godina Peter je prodan grčkom prvaku Olympiacosu za klub rekordnih 3,5 milijuna dolara. Ofori je dobivao mnogo pažnje drugih klubova pa je nazvan Olympiakosovom mladom zvjezdom.
U Ligi prvaka Ofori je zabijao golove pa tako i Rosenborgu, Deportivu i Lyonu. Protiv Rosenborga je postao najmlađi strijelac u povijesti Lige prvaka.
Nakon otpuštanja trenera i dolaska novoga, Peter je otpušten nakon 6 godina provedenih u Olympiakosu s kojim je osvojio svih 6 naslova prvaka Grčke i sezone 98/99 došao do osmine finala Lige prvaka.
Dugo vremena Oforieva karijera nije mogla naći učinka, nakon godinu dana pauze sklopio je ugovor s ganskim klubom Liberty Professionals F.C. Nakon jedne godine provedene u ganskom klubu, Peter se vratio u Grčku u OFI Cretu i počeo se vračati u formu.
Nakon povratka u formu, pozvan je da zaigra za nacionalnu vrstu. Dvije godine je proveo u OFI Creti te je otišao iu izraelski Kiryat Shmona. Nakon lošeg učinka vratio se u Grčku u ljeto 2008 u grčko-ciparski klub AEL Limassol.

## Vanjske poveznice
- Statistike na Fifa.com  Arhivirana inačica izvorne stranice od 22. siječnja 2009. (Wayback Machine)
- EMM News Explorer[neaktivna poveznica]
- Nacionalne Reprezentacije